# Henri Huet
 
Henri Huet (1927 – 10 tháng 2 năm 1971) là một nhiếp ảnh viên người Pháp nổi tiếng về các báo cáo trong Chiến tranh Việt Nam cho Associated Press (AP).

## Thời trẻ
Henri Huet sinh ra vào tháng 4 năm 1927 tại Đà Lạt, cha là người Pháp và mẹ là người Việt. Gia đình Huet về Pháp khi Henri lên 5 tuổi, sau đó Henri được đi học tại Saint-Malo, vùng Bretagne. Sau khi rời trường, Henri tiếp tục theo học tại trường nghệ thuật ở Rennes và bắt đầu sự nghiệp như một họa sĩ. Sau khi tham gia quân đội Pháp và được đào tạo ngành nhiếp ảnh, ông trở lại Việt Nam vào năm 1949 như một nhiếp ảnh viên chiến trường cho quân đội Pháp trong Chiến tranh Đông Dương. Sau khi giải ngũ, khi cuộc chiến chấm dứt vào năm 1954, Huet ở lại Việt Nam như một nhiếp ảnh viên dân sự làm việc cho chính phủ Pháp và chính phủ Hoa Kỳ. Ông trở thành nhiếp ảnh viên cho United Press International (UPI), và sau đó chuyển sang làm việc cho AP vào năm 1965, đặc biệt báo cáo về Chiến tranh Việt Nam. Năm 1967, vì bị thương nặng, ông đã được AP chuyển về văn phòng tại Tokyo, nhưng ngay sau đó ông lại đòi được chuyển trở lại chiến trường Việt Nam.

## Sự nghiệp nhiếp ảnh
Các hình ảnh của Huet có ảnh hưởng mạnh đến dư luận tại Hoa Kỳ. Một trong những ảnh đáng nhớ nhất của ông có Binh nhất Thomas Cole, một người cứu thương trẻ của Sư đoàn Kỵ binh I của quân đội Hoa Kỳ, đang săn sóc các binh sĩ bạn mặc dù anh ta cũng đã bị thương. Một loạt 12 bức ảnh của ông được đăng trên tạp chí LIFE vào ngày 11 tháng 2 năm 1966, với bức ảnh ám ảnh của Thomas Cole được dùng làm bìa của số này. Năm 1967 Overseas Press Club (Câu lạc bộ Báo chí Nước ngoài) đã trao tặng Huet Huy chương vàng Robert Capa vì có "báo cáo hay nhất từ nước ngoài, đòi hỏi sự can đảm và táo bạo hiếm có".
Khi Quân lực Việt Nam Cộng hòa tiến vào Lào năm 1971, Huet đi cùng với vị tướng chỉ huy, Tướng Hoàng Xuân Lãm, cùng với ba nhiếp ảnh viên khác, trên một chiếc trực thăng trinh sát chiến trường. Chiếc trực thăng bị bắn rơi trên đường mòn Hồ Chí Minh và tất cả mọi người trong chuyến bay được xem như mất. Các nhiếp ảnh viên bạn của Huet trên cùng chuyến bay là Larry Burrows (báo cáo cho tạp chí LIFE), Kent Potter (báo cáo cho UPI) và Shimamoto Keizaburo, một nhiếp ảnh viên tự do làm việc cho tuần báo Newsweek. Vào năm 1998, một toán tìm kiếm dẫn đầu bởi Hoa Kỳ đã đào một địa điểm được cho là chiếc trực thăng đã rơi. Tại đó họ đã tìm thấy vài mảnh máy bay nhỏ, hai mũ sắt quân đội vài mảnh phim 35 mm. Không có phần thi hài nào được tìm thấy.
Trong số các đồng nghiệp báo cáo về chiến tranh, Huet được kính trọng vì sự tận tâm, can đảm và khéo léo trong nghề của ông; ông cũng được mọi người yêu thích vì tính khôi hài và lòng tốt. Dirck Halstead, người lãnh đạo United Press International vào năm 1965, đã phê bình rằng Huet "lúc nào cũng có một nụ cười trên mặt của ông ta".